# Бонюшкин, Евгений Кузьмич
Евгений Кузьмич Бо́нюшкин (1928 — 1999) — советский физик-ядерщик.

## Биография
Окончил Киржачскую городскую среднюю школу № 2 (с серебряной медалью) и физический факультет МГУ имени М. В. Ломоносова (1951, отделение ядерной физики).
Участник советского атомного проекта. С 1951 года работал в КБ-11 (будущий ВНИИТЭФ) в группе Ю. С. Замятнина, занимался определением абсолютных и относительных выходов радиоактивных изотопов при ядерном взрыве, исследовал откольное разрушение металлов в режиме быстрого разогрева. Соавтор научного открытия «Закономерности изменений кристаллической решётки твёрдого тела при его динамическом разрушении».
Участвовал в сборе продуктов взрыва заряда РДС-6с/«Слойка» и их анализе (взрыв 12 августа 1953 г.).
Должности во ВНИИЭФ: инженер, младший научный сотрудник, старший инженер, старший научный сотрудник, начальник отдела лазерно-физических исследований.
В начале 1960-х годов на северном полигоне на Новой Земле участвовал в постановке и изучении серии взрывных опытов с пониженным содержанием делящегося материала, при которых развивающаяся цепная реакция не приводит к макроскопическому выделению ядерной энергии (невзрывные цепные реакции/НЦР).
С 1958 году осуществлял научное руководство методикой короткоживущих нейтронных индикаторов.
Доктор физико-математических наук, профессор.

## Награды и премии
- Сталинская премия третьей степени (1953) — за ядерно-физические исследования, связанные с разработкой и испытанием изделия РДС-6с.
- Ленинская премия (1962) — за создание новой экспериментальной техники и исследования, проведённые при ядерных испытаниях (Е. К. Бонюшкин, А. И. Веретенников, В. М. Горбачев, Ю. С. Замятнин, Ю. А. Спехов, Ю. М. Стяжкин, О. К. Сурский, Н. А. Уваров).
- орден «Знак Почёта» (1954).

## Сочинения
- Выходы осколков деления U235 и U238 быстрыми нейтронами [Текст] / Глав. упр. по использованию атомной энергии при Совете Министров СССР ; Е. К. Бонюшкин, Ю. С. Замятнин, И. С. Кирин и др. — Москва : [б. и.], 1960. — 19 с. : черт.; 29 см.
- Откольное разрушение металлов в режиме быстрого объемного разогрева : Обзор / [А. Я. Учаев, Е. К. Бонюшкин, С. А. Новиков, Н. И. Завода]. — М.: ЦНИИатоминформ, 1991. — 84 с.

Сын — Юрий Евгеньевич Бонюшкин (1965 г.р.), кандидат физико-математических наук (1997).